# مايك لامب
مايك لامب (بالإنجليزية: Mike Lamb)‏ هو لاعب كرة قاعدة أمريكي، ولد في 9 أغسطس 1975 في كاليفورنيا في الولايات المتحدة.

## وصلات خارجية
- مايك لامب على موقع دوري كرة القاعدة الرئيسي (الإنجليزية)
- مايك لامب على موقعبيزبول رفرنس.كوم (الدوري الرئيسي) (الإنجليزية)
- مايك لامب على موقع إي إس بي إن.كوم (أم.أل.بي) (الإنجليزية)
- مايك لامب على موقع مشجعي الرسوم البيانية (الإنجليزية)